# Compsocerus parviscopus
Compsocerus parviscopus är en skalbaggsart som först beskrevs av Hermann Burmeister 1865.  Compsocerus parviscopus ingår i släktet Compsocerus och familjen långhorningar. Inga underarter finns listade i Catalogue of Life.